# Esperança Bias
Esperança Laurinda Francisco Nhiuane Esperança Bias (Ilha de Moçambique, 28 de julho de 1958) é uma política moçambicana, graduada pela Faculdade de Economia na Universidade Eduardo Mondlane. De 1999 a 2005, foi Vice-Ministra dos Recursos Minerais, e de 2005 a 2015 foi Ministra dos Recursos Minerais. Foi Presidente da Assembleia da República de Moçambique até 13 de Janeiro de 2025.

## Biografia
Bias nasceu na Ilha de Moçambique, na província de Nampula. É filha de Francisco Nhiuane Bias e Laurinda Augusto Faustino. Começou a estudar em Nampula, onde fez o ensino primário na Escola Primária Dona Filipa, em 1970, e o ensino secundário no Liceu Almirante Gago Coutinho, em 1978.
Depois disso, transferiu-se para a cidade de Maputo, onde fez o ensino propedêutico na Faculdade de Economia da Universidade Eduardo Mondlane, em 1979. Mais tarde obteria a Licenciatura em Economia pela Universidade Eduardo Mondlane, em 1990. De 1976 a 1980 trabalhou com escriturária no Banco Standard Totta, e em 1983 ingressou na Empresa Nacional de Minas onde foi sucessivamente Chefe dos Serviços Administrativos nesse ano e depois Chefe de Departamento até 1984. De 1984 a 1987, trabalhou na empresa Gemas e Pedras Lapidadas, como Chefe de Departamento.
Foi Directora Delegada da Indústria de Lapidação de 1987 a 1990, ano em que torna-se Directora Geral da GPL até 1991. Neste começa a trabalhar no MIREM, onde assumiu sucessivamente as funções de Directora Adjunta do Carvão, até 1994, Directora Adjunta de Economia, até 1998, e Directora de Economia, até à sua nomeação em 1999 para o cargo de Vice-Ministra, cargo este que exerceu até à sua nomeacao para o actual cargo governamental.
Foi membro de vários Conselhos de Administração, como o do Fundo de Fomento Mineiro, em 1988, na Sociedade Mineira de Cuamba, de 1989 a 1994, e na Niade Companhia Mineira Genexport de 1992 a 1994. Em 1993, foi correspondente nacional do BAD, no âmbito do Projecto "Energy".
Em fevereiro de 2016, foi eleita para o secretariado do partido FRELIMO em Moçambique como Secretária para Administração e Finanças.

## Vida Pessoal
É casada e mãe de duas filhas. Teve como língua materna o Português e fala também Emakhuwa e Inglês. Nos tempos livres gosta de ouvir música, ler e tratar de plantas no seu espaço verde na Matola Rio.